# Eriogonoideae
Eriogonoideae, potporodica biljaka cvjetnica iz porodice Polygonaceae ili dvornikovki, red Klinčićolike (Caryophyllales).
Potporodicu je opisao Arnott 1832. 

## Opis
Eriogonoideae je potporodica Polygonaceae, endemična za Novi svijet, a sastoji se od 14 rodova i možda 320 vrsta. Prvenstveno se razlikuje od ostalih članova Polygonaceae po nedostatku dobro definiranih ovojnih stipula. Vrste Eriogonoideae variraju od sitnih, krhkih jednogodišnjih do zeljastih trajnica, polugrmova ili grmova do velikih i često arborescentnih grmova.
Naizgled najprimitivniji postojeći rod potporodice je Eriogonum (247 vrsta), koji je široko rasprostranjen u središnjoj Sjevernoj Americi. Niz rodova usko je povezan s Eriogonumom i vjerojatno su se razvili izravno iz Eriogonuma. Ovi rodovi su Oxytheca (9 vrsta) iz zapadnih Sjedinjenih Država, te Čile i Argentina iz Južne Amerike; Dedeckera i Gilmania, oba monotipska roda regije Doline smrti u Kaliforniji; Stenogonum (2 vrste) visoravni Colorado i susjednih područja zapadnog Stjenjaka; Goodmania i Hollisteria, 2 monotipska roda središnje i južne Kalifornije; i Nemacaulis, monotipski rod jugozapadnih Sjedinjenih Država i sjeverozapadnog Meksika.
Drugi veliki kompleks rodova također je vjerojatno evoluirao iz Eriogonuma. U ovoj skupini, najelementarniji rod je Chorizanthe (oko 50 vrsta), u kojem su postojeći višegodišnji članovi roda možda evolucijski najstariji taksoni potporodice. Ove trajnice su ograničene na Čile, dok se u zapadnim Sjedinjenim Državama i sjeverozapadnom Meksiku u Sjevernoj Americi nalaze samo jednogodišnje vrste. Mucronea (2 vrste) iz Kalifornije i Centrostegia (4 vrste) iz jugozapadnih Sjedinjenih Država i sjeverozapadnog Meksika jasno su povezane s Chorizantheom. Na donekle srednjem položaju između kompleksa Eriogonum i kompleksa Chorizanthe — ali još uvijek bliži potonjem nego prvom — nalazi se rod Lastarriaea (2 vrste) pronađen u Kaliforniji, Donjoj Kaliforniji i Čileu.
Svi ovi rodovi pripadaju tribusu Eriogoneae. Drugi tribus, Pterostegeae, sadrži samo 2 neskladna, monotipska roda: grmoliki višegodišnji rod Harfordia iz Donje Kalifornije i rašireniji jednogodišnji rod, Pterostegia, iz zapadnih Sjedinjenih Država.
Dok su vrijeme i evolucija zamaglili odnose između Eriogoneae i Pterostegeae, pripadnosti među različitim rodovima plemena mogu se do određenog stupnja utvrditi. Zemljopisno središte podrijetla potporodice možda je bilo u suptropskoj klimi, s diferencijacijom današnjih rodova koja se odvijala u umjerenim, kserskim regijama Sjeverne Amerike. Podrijetlo Chorizanthea bilo je drevni razvoj, s migracijom primitivnih višegodišnjih članova u Južnu Ameriku u tercijaru. Naknadni razvoj jednogodišnjeg habitusa i migracija jednogodišnjih vrsta Eriogonoideae u Južnu Ameriku vjerojatno se dogodila u kvartaru. Srednji stadiji evolucijskog razvoja rodova i vrsta potporodice odvijali su se u staništima sličnim šumama pinjona i smreke u Velikom bazenu, dok se evolucija naprednijih rodova i vrsta odvijala u kseričnim travnjacima, šikarama ili kserofitima zajednice "vruće pustinje".

## Tribusi i Rodovi
Subfamilia Eriogonoideae Arn. ima 6 tribusa sa 31 rodom:
1. Tribus Brunnichieae C. A. Mey.
  1. Brunnichia Banks ex Gaertn. (1 sp.)
  2. Antigonon Endl. (3 spp.)
2. Tribus Coccolobeae Dumort.
  1. Neomillspaughia S. F. Blake (3 spp.)
  2. Podopterus Humb. & Bonpl. (3 spp.)
  3. Coccoloba P. Browne (179 spp.)
3. Tribus Leptogoneae Jan. M. Burke & Adr. Sanchez
  1. Leptogonum Benth. (1 sp.)
4. Tribus Triplarideae C. A. Mey.
  1. Magoniella Adr. Sanchez (3 spp.)
  2. Triplaris Loefl. ex L. (19 spp.)
  3. Ruprechtia C. A. Mey. (34 spp.)
  4. Salta Adr. Sanchez (1 sp.)
5. Tribus Gymnopodieae Jan. M. Burke & Adr. Sanchez
  1. Gymnopodium Rolfe (2 spp.)
6. Tribus Eriogoneae Dumort.
  1. Eriogonum Michx. (256 spp.)
  2. Oxytheca Nutt. (3 spp.)
  3. Acanthoscyphus Small (1 sp.)
  4. Sidotheca Reveal (3 spp.)
  5. Dedeckera Reveal & J. T. Howell (1 sp.)
  6. Gilmania Coville (1 sp.)
  7. Stenogonum Nutt. (2 spp.)
  8. Goodmania Reveal & Ertter (1 sp.)
  9. Nemacaulis Nutt. (1 sp.)
  10. Johanneshowellia Reveal (2 spp.)
  11. Dodecahema Reveal & C. B. Hardham (1 sp.)
  12. Aristocapsa Reveal & C. B. Hardham (1 sp.)
  13. Chorizanthe R. Br. ex Benth. (61 spp.)
  14. Mucronea Benth. (2 spp.)
  15. Systenotheca Reveal & C. B. Hardham (1 sp.)
  16. Centrostegia A. Gray ex Benth. (1 sp.)
  17. Hollisteria S. Watson (1 sp.)
  18. Lastarriaea Rémy (3 spp.)
  19. Pterostegia Fisch. & C. A. Mey. (1 sp.)
  20. Harfordia Greene & Parry (1 sp.)